# Onchesto (figlio di Agrio)
Nella mitologia greca, Onchesto era un figlio di Agrio.

## Mito
Insieme ai suoi fratelli, Onchesto spodestò Oineo, re di Calidone, per dare il regno al padre. Diomede riportò al trono Oineo ed uccise tutti i figli di Agrio tranne Tersite e Onchesto, che riuscirono a fuggire nel Peloponneso, dove poi tesero un agguato ad Oineo e lo uccisero.